# Advanced Satellite for Cosmology and Astrophysics
Advanced Satellite for Cosmology and Astrophysics (ASCA, precedentemente denominato ASTRO-D) è stata la quarta missione nel campo dell'astronomia a raggi X da parte della JAXA e la seconda per la quale gli Stati Uniti abbiano fornito parte del carico scientifico. Il satellite è stato lanciato con successo il 20 febbraio 1993 dal centro spaziale di Uchinoura. I primi otto mesi della missione ASCA sono stati dedicati alla verifica e controllo delle prestazioni del telescopio: dopo aver stabilito la qualità e l'integrità di tutti gli strumenti, la navicella ha fornito osservazioni scientifiche per il resto della missione. In questa fase il programma di osservazione era aperto agli astronomi di istituzioni giapponesi e statunitensi, nonché a quelli situati negli stati membri dell'Agenzia spaziale europea.

## Missione di astronomia a raggi X
ASCA è stata la prima missione astronomica a raggi X a combinare capacità di imaging con un'ampia banda passante, una buona risoluzione spettrale e un ampio campo di osservazione. La missione ha visto anche il primo satellite ad utilizzare i CCD per l'astronomia a raggi X. Con queste proprietà, lo scopo scientifico primario di ASCA era la spettroscopia a raggi X del plasma, in particolare l'analisi delle sue linee di emissione e di assorbimento.
ASCA trasportava quattro telescopi a raggi X; i primi due erano equipaggiati con uno spettrometro ad immagini per gas (GIS), mentre gli altri due con uno spettrometro ad immagini a stato solido (SIS). Il GIS è un contatore proporzionale a scintillazione per l'imaging di gas e si basa sullo strumento GSPC, a bordo nella seconda missione astronomica a raggi X giapponese, Tenma. Le due telecamere identiche, equipaggiate di dispositivi ad accoppiamento di carica (CCD) sono state fornite per i due SIS da un team con personale operante presso il Massachusetts Institute of Technology, l'Università di Osaka e l'ISAS (Institute of Space and Astronautical Science).

## Contributi significativi
L'ASCA è stato lanciato dall'ISAS il 20 febbraio 1993 dal centro spaziale di Uchinoura, in Giappone.
La sensibilità degli strumenti dell'ASCA ha consentito di osservare i primi spettri dettagliati a banda larga di quasar molto distanti. Inoltre, la suite di strumenti dell'ASCA forniva all'epoca la migliore opportunità per identificare le sorgenti la cui emissione combinata costituisce la radiazione di fondo a raggi X.
Grazie alle sue immagini, sono state effettuate oltre 3.000 osservazioni e pubblicati oltre 1.000 articoli su riviste scientifiche. L'archivio ASCA contiene quantità significative di dati per analisi future. Inoltre, la missione è stata definita di grande successo sulla base di ciò che gli scienziati di molti paesi hanno potuto scoprire utilizzando i dati ASCA.
Gli Stati Uniti hanno contribuito in modo significativo al carico scientifico dell'ASCA. In cambio, il 40% del tempo di osservazione ASCA è stato messo a disposizione degli scienziati statunitensi. Inoltre, tutti i dati ASCA sono stati resi di dominio pubblico dopo un certo periodo (1 anno per i dati statunitensi, 18 mesi per i dati giapponesi) e messi a disposizione degli scienziati di tutto il mondo. Il progetto di ASCA è stato ottimizzato per la spettroscopia a raggi X; ha integrato ROSAT (ottimizzato per l'imaging a raggi X) e RXTE (ottimizzato per studio della variazione della radiazione X nel tempo). Infine, i risultati ASCA coprono quasi l’intera gamma di oggetti, dalle stelle vicine agli oggetti più distanti nell’universo.

## Fine della missione
La missione ha operato con successo per oltre 7 anni fino alla perdita del controllo dell'assetto il 14 luglio 2000 durante una tempesta geomagnetica, dopo la quale non sono state effettuate osservazioni scientifiche. ASCA rientrò nell'atmosfera il 2 marzo 2001, dopo più di 8 anni in orbita.
Lo scopo principale del GOF ASCA statunitense era quella di consentire agli astronomi statunitensi di utilizzare al meglio la missione ASCA, in stretta collaborazione con il team ASCA giapponese.